# Živojin Mišić
Zivojin Mišić (1855-1921) fue un militar serbio que participó en todas la guerras de Serbia de 1876 a 1918. Tuvo el mando directo del primer ejército serbio en la batalla de Kolubara.

## Comienzos
Nació en 1855, en el seno de una familia campesina. Su madre lo había traído al mundo bajo un ciruelo, cuando llevaba los rebaños a pastar a la montaña. Mišić pasó una dura infancia de pastor, que marcaron su carácter: era obstinado y tenía muy mal genio.
Ingresó en la academia militar serbia en 1874, de la que se graduó cuatro años más tarde con escasa distinción (el decimocuarto de una clase de veintitrés alumnos, de los que cuatro fueron luego ministros de Defensa y dos alcanzaron el grado de vaivoda).
Se distinguió en las guerras de los años 1870 y 1880, pero su ascenso se vio frenado por su mal carácter. En 1887, asistió a la escuela de artillería austriaca en Bruck an der Leitha. Tras graduarse en la escuela del Estado Mayor, dio clases en la academia militar serbia entre 1898 y 1902. Al mismo tiempo, sirvió en varios puestos de mando. Favorito del rey Milan I de Serbia, fue su edecán y lo acompañó en los viajes al extranjero.

## Caída en desgracia y recuperación
Tras el asesinato de Alejandro I de Serbia y al tenérselo por favorable del muerto, se le pasó al retiro con el grado de coronel. Radomir Putnik, que había sido su profesor en la academia militar, lo rehabilitó brevemente, pero la Mano Negra se encargó de que volviese al retiro. Esto le causó a Mišić, que era padre de seis hijos, graves problemas económicos, y tuvo incluso que vender el uniforme para sostener a la familia. Trató infructuosamente de fundar una editorial, aunque publicó un apreciado libro sobre estrategia militar en 1907.
Putnik trató de recuperarlo para el servicio, pero Mišić se negó a aceptar si no recuperaba su anterior puesto. La crisis bosnia de 1908 le permitió en todo caso retomar la actividad militar, como ayudante de Putnik, con el que finalmente se reconcilió tras las desavenencias de los años anteriores. Al contrario que con este, Mišić mantuvo tensas relaciones con otros importantes mandos militares, debido principalmente a su temperamento iracundo.
Su desempeño en las guerras balcánicas le permitió ascender a general, pero en 1913 se lo devolvió al retiro. Al año siguiente, sin embargo, volvió a salir de él para asumir de nuevo el puesto de lugarteniente de Putnik. Se mantuvo como tal hasta noviembre de 1914, cuando lo relevó Živko Pavlović. Mišić asumió el mando del 1.er Ejército serbio. Como tal, tuvo un papel destacado en la victoria serbia en la última parte de la campaña de 1914, la batalla de Kolubara, que desbarató los últimos intentos de invasión austrohúngara de ese año y estabilizó el frente hasta el otoño de 1915. Como recompensa, se lo ascendió a voivoda, la más alta graduación del Ejército serbio. En 1918 el ejército serbio, dirigido por Živojin Mišić, escribió una de las páginas más gloriosas en la historia  
de la guerra: en el avance del frente de Salónica. El resultado final de la guerra fue la liberación de Belgrado el 1 de noviembre de 1918. Zivojin Misic recibió la condecoración civil y militar más alta de Serbia, la Orden de la Estrella de Karadjordje.